# Girls About Town
Girls About Town is een Amerikaanse filmkomedie uit 1931 onder regie van George Cukor.

## Verhaal
Wanda en Marie verdienen de kost door rijke heren een avond lang te onderhouden. Ze worden goed betaald en ze hoeven nooit tot het uiterste te gaan. Marie geniet met volle teugen van haar bestaan, maar Wanda wil meer bereiken in het leven. Op een dag leren ze allebei een man kennen.

## Rolverdeling
| Acteur          | Personage       |
| --------------- | --------------- |
| Kay Francis     | Wanda Howard    |
| Joel McCrea     | Jim Baker       |
| Lilyan Tashman  | Marie Bailey    |
| Eugene Pallette | Benjamin Thomas |
| Alan Dinehart   | Jerry Chase     |
| Lucile Gleason  | Mevrouw Thomas  |
| Anderson Lawler | Alex Howard     |
| Lucile Browne   | Edna Howard     |
| George Barbier  | Webster         |
| Robert McWade   | Simms           |
| Louise Beavers  | Hattie          |
| Judith Wood     | Winnie          |